# I mariti
I mariti è una commedia teatrale di Achille Torelli, scritta nel 1867. Da essa il regista cinematografico Camillo Mastrocinque ha tratto nel 1941 il film con Amedeo Nazzari e Clara Calamai I mariti (Tempesta d'anime).
La commedia di Torelli non approfondiva drammi esistenziali o ritratti psicologici, ma la critica fu entusiasta dell'opera, che giocò un ruolo di primo piano nell'aprire la strada alla cosiddetta commedia borghese.
Anche se l'autore si dedicava principalmente alla stesura di commedie in italiano, alcune delle sue opere furono tradotte in dialetto napoletano. Per I mariti, Torelli si avvalse della collaborazione di Salvatore Di Giacomo. Tradotta con il titolo Lo bono marito fa la bona mugliera, la commedia fu recitata anche da Eduardo Scarpetta. Più tardi, la pièce Triste realtà (del 1871 valse a Torelli il plauso di un collega illustre, Alessandro Manzoni.
Torelli non seppe in realtà ripetere in carriera il successo ottenuto con la commedia I mariti, che resta il suo maggiore lavoro o comunque quello per cui è maggiormente ricordato.